# 西村瑞季
西村 瑞季（にしむら みずき、2014年4月30日 - ）は、日本の子役。NEWSエンターテイメント所属。

## 出演

### 配信ドラマ
- 季節のない街 第1話（2023年8月9日、Disney+） - 迷子の少女 役
  - 2024年4月6日、テレビ東京系「ドラマ25」枠で地上波放送

### テレビ番組
- 衝撃のアノ人に会ってみた!（2019年、日本テレビ）
- へんテナ（2021年、NHK Eテレ）
- オハ! よ〜いどん（2022年、NHK Eテレ）
- ピンキッツマジカルタイム（2024年1月6日 - 、キッズステーション） - レギュラー出演
- もやモ屋 第21回「あゆみのパン」（2024年3月8日、NHK Eテレ） - 雪絵 役

### 映画
- 恋する寄生虫（2021年11月2日、KADOKAWA） - 佐薙ひじり（幼少期） 役
- さかなのこ（2022年9月1日、東京テアトル） - ミー坊（幼少期） 役

### CM
- クリクラ「しんちゃんと探る！ おいしい水の秘密」篇
- JA静岡 静岡いちご